# اسماء (فیلم)
اسماء (عربی: أسماء) فیلمی در ژانر درام به کارگردانی عمرو سلامه است که در سال ۲۰۱۱ منتشر شد. از بازیگران آن می‌توان به هند صبری اشاره کرد.
این فیلم تحسین‌شده که به سفارش UNAIDS ساخته شده، به زندگی زنی مصری می‌پردازد که با اچ‌آی‌وی زندگی می‌کند و به دلیل نگاه‌های منفی و قضاوت‌های نابجا، نه‌تنها از کار خود اخراج می‌شود، بلکه پزشکان نیز از درمان او که نیازمند عمل جراحی کیسه صفرا هست، سر باز می‌زنند.
می‌توان گفت که تم اصلی فیلم که بر اساس واقعیت ساخته شده، انگ و تبعیض علیه کسانی است که با اچ‌آی‌وی زندگی می‌کنند.